# Розовая свастика
«Розовая свастика: Гомосексуальность в нацистской партии» (англ. The Pink Swastika: Homosexuality in the Nazi Party), на русском языке также известна как «Голубая свастика» — псевдоисторическая книга, впервые изданная американским проповедником, юристом и антигей-активистом Скоттом Лайвли в соавторстве с Кевином Абрамсом в 1995 году. В 2002 году вышло четвёртое издание книги на английском языке. В интернете доступно также пятое издание книги, выполненное специально для онлайн-доступа.

## Содержание
По мнению авторов книги, широкое распространение гомосексуальных контактов внутри нацистской партии способствовало повышению уровня милитаризма в нацистской Германии, книга рассказывает о том, как национал-социализм вырос из культа воина-гомосексуалиста, стремящегося возродить "греческие идеалы и эллинские нормы". Авторы утверждают гомосексуальность многих высокопоставленных лиц в НСДАП, и увязывают гомосексуальность нацистов с жестокостью, которую они проявляли во время Холокоста, и фактически постулируют центральную роль гомосексуалов в развязывании Холокоста. Также авторы утверждают, что преследование гомосексуалов в нацистской Германии в значительной степени является мифом и не соответствует действительности.
| И хотя мы не можем утверждать, что гомосексуалы устроили холокост, нельзя игнорировать их центральную роль в национал-социализме. Мы должны развеять миф о «розовом треугольнике» — представлении о том, что гомосексуалы якобы преследовались в нацистской Германии… Оригинальный текст (англ.)While we cannot say that homosexuals caused the Holocaust, we must not ignore their central role in Nazism. To the myth of the ‘pink triangle’—the notion that all homosexuals in Nazi Germany were persecuted—we must respond with the reality of the ‘pink swastika’. — Фрагмент из книги «Розовая свастика» |

Название книги является отсылкой к книге Ричарда Планта «Розовый треугольник: Война нацистов против гомосексуалов» (нем. The Pink Triangle: The Nazi War Against Homosexuals), в которой описывается гомофобия в нацистской партии и преследование гомосексуальных мужчин в нацистской Германии.
Последнее на сегодняшний день четвёртое печатное издание, вышедшее в 2002 году, было дополнено двумя новыми главами, многочисленными иллюстрациями и цитатами. Текст публикации также был переработан в соответствие с критическими замечаниями к предыдущим изданиям книги.
Пятое издание книги было переведено на пять языков и получило популярность в антигомосексуальном движении. Книга пока не издавалась на русском языке, однако, по утверждениям самого Скотта Лайвли, в настоящий момент готовится русскоязычный перевод книги, издание которого Лайвли собирается посвятить «правительству России и её народу».

## Оценки и критика
По мнению автора и известного критика сексуального просвещения Джудит Рейсман, еврейские музеи под «гомосексуальным давлением» добавляют в свои экспозиции материалы о преследовании гомосексуалов в нацистской Германии, причисляя их к жертвам нацизма, что вызывает её озабоченность. Рейсман считает, что «Розовая свастика» должна быть включена к обязательному изучению в школах и университетах и что историческое изучение «нацистской гомосексуальной силы» (англ. Nazi homosexual power) должно стать задачей высших учебных заведений.
По словам корреспондента радиостанции «Голос Америки» Михаила Гуткина, книга была раскритикована большинством историков, указывающих, в том числе, на преследование гомосексуалов в нацистской Германии. По мнению историка культуры Андреаса Прецеля из Гумбольдтского университета Берлина, основной целью написания книги была попытка диффамации американского ЛГБТ-движения, вызванная гомофобным страхом.